# Deutsch, Stolz, Treue
Deutsch, Stolz, Treue (D.S.T.) ist eine neonazistische deutsche Rock-Band. Mit ihren Texten verherrlichte sie teilweise den Nationalsozialismus und leugnete den Holocaust. Alle Veröffentlichungen sind indiziert und einige darüber hinaus auch strafrechtlich relevant. Die Band X.x.X. gilt als Nachfolgeband von Deutsch, Stolz, Treue.

## Bandgeschichte
Die Band wurde 1994 in Berlin als Deutsch, Stolz, Treue (D.S.T.) gegründet. Nach der Veröffentlichung des Albums Ave et victoria 2002 nahm die Berliner Staatsanwaltschaft Ermittlungen wegen Volksverhetzung und der Verwendung von Kennzeichen verfassungswidriger Organisationen auf. Daraufhin trat die Band nicht mehr unter ihrem Namen auf.
2004 trat die Band unter dem neuen Namen X.x.X. wieder in Erscheinung. Das 2005 veröffentlichte Album wurde in einer Auflage von 5000 Stück in einem Presswerk in Nordrhein-Westfalen gepresst. Bei Hausdurchsuchungen wurden mehrere tausend CDs und Fanartikel beschlagnahmt. 2007 veröffentlichte die vermeintliche Nachfolge-Band X.x.X. die Split-CD Gift für die Ohren mit der ebenfalls nationalen Rock-Band Burn Down. Wegen eines Liedes des Albums mit vermeintlich strafrechtlich relevantem Inhalt kam es wieder zu Wohnungsdurchsuchungen, u. a. bei einem Polizisten. Das Album wurde später ohne das Lied wieder veröffentlicht. 2009 veröffentlichte die Band X.x.X. ein neues Album, dieses trägt den Namen Virus. Auf der indizierten CD befindet sich mit Das Lied vom Klaus ein Stück, das den Holocaust angeblich als Fantasie eines „Holo-Klaus“ darstellen soll. Ein weiterer Titel verherrlicht angeblich das Hakenkreuz. Auf Grund der Texte des Albums wurde ein Ermittlungsverfahren eingeleitet. Bei einem  Mitglied der Band wurden zusätzlich CDs sichergestellt.
Am 17. März 2009 verurteilte die Staatsschutzkammer des Landgerichts Berlin zwei Mitglieder der Band wegen Volksverhetzung und des Verwendens von Kennzeichen verfassungswidriger Organisationen zu Bewährungsstrafen von 14 bzw. 10 Monaten. Für das Album Gift für die Ohren und Gift für die Ohren 2 wurden die Angeklagten zwischenzeitlich vom Landgericht Berlin freigesprochen. Strafbare Inhalte konnten nicht festgestellt werden. Am 30. November 2011 durchsuchten Polizeibeamte die Wohnungen von Sänger Peter Brammann und dessen Lebensgefährtin in Berlin-Kreuzberg, ein Grundstück und eine Garage im Landkreis Oberhavel. Insgesamt wurden bei den Durchsuchungen, die auch eine weitere Person betrafen, mehrere tausend Rechtsrock-CDs, mehrere Computer sowie ein Luftdruckgewehr sichergestellt.

## Diskografie
- 1997: Rassenschande (Demo) [als D.S.T.] (indiziert am 30. November 2004, BAnz. Nr. 227)
- 1998: Deutsches Volk erwache! [als D.S.T.] (indiziert am 31. Juli 2001, BAnz. Nr. 140)
- 1999: Ave et victoria [als D.S.T.] (indiziert am 28. September 2002, BAnz. Nr. 183)
- 2005: Die Antwort auf's System [als X.x.X.] (indiziert am 28. Juli 2006, BAnz. Nr. 140)
- 2007: Gift für die Ohren [als X.x.X.] (Split-CD mit Burn Down) (indiziert am 31. Mai 2017[7])
- 2007: Gift für die Ohren 2 [als X.x.X.]  (Split-CD mit Burn Down) (indiziert am 31. Mai 2017[7])
- 2009: Virus [als X.x.X] (indiziert am 29. Oktober 2009, beschlagnahmt[8])
- 2011: Morituri vos salutant [als D.S.T.] (Split-CD mit Sturmkommando, indiziert)
- 2015: Wehret den Anfängen [als D.S.T.] (indiziert am 30. September 2015[9])
- 2019: Fünfundzwanzig [als D.S.T.] (indiziert im April 2022) Die Gigantopak-Version (ebenfalls indiziert im April 2022) enthält eine zweite CD. Auf dem Sampler haben verschiedene Rechtsrock-Bands 17 Cover-Interpretationen aus dem Song-Repertoire von D.S.T. und X.x.X. beigesteuert.
- 2021: Gift für die Ohren 3 [als D.S.T.] (Split-CD mit Aryan Brotherhood)